# Dream Valley Festival
Dream Valley Festival foi um festival de música eletrônica que ocorreu em Santa Catarina. As três edições, realizadas entre 2012 e 2014, ofereceram apresentações simultâneas de vários gêneros da música eletrônica, com pistas principais dedicadas aos gêneros mais comerciais e outras ao som mais underground. O festival apresentou grandes nomes da música eletrônica, bem como Dimitri Vegas & Like Mike, Kaskade, Afrojack e Nicky Romero, e conseguiu atrair um número superior a 40 mil pessoas durante os dias de evento.

## Prêmios
Já nas duas primeiras edições, o festival catarinense levou prêmios como o Dj Sound Awards, o Cool Awards e o Rio Music Conference, em categorias relacionadas a eventos de música eletrônica. E ficou em 5º lugar na lista dos ’25 festivais para ir antes de morrer’, do site australiano Inthemix, especializado em e-music.